# Passion Fish
Passion Fish és una pel·lícula estatunidenca escrita i dirigida per John Sayles, estrenada el 1992. La van protagonitzar Mary McDonnell, Alfre Woodard, Vondie Curtis-Hall, David Strathairn i Leo Burmester.
Explica la història d'una estrella de telenovel·la, paralítica després d'haver estat colpejada per un taxi, i que es veu obligada a tornar a la seva llar familiar i confiar en una sèrie d'infermeres.

## Argument
May-Alice Culhane, una actriu de telenovel·la diurna a Nova York, queda paralitica després d'un accident. La pel·lícula comença en un llit d'hospital, confosa i espantada, mirant el seu propi show a la televisió i cridant: "Això se suposava que seria el meu primer pla!"
Sense altres opcions, torna a la seva antiga família i a la casa buida a Louisiana, on beu molt, i molesta a cada cuidador i s'enfonsa en l'autocompassió.
La seva visió comença a canviar amb l'arribada de Chantelle, una infermera amb els seus propis problemes de la vida. Els dos a poc a poc troben una connexió entre elles, i com a resultat, les seves vides canvien subtilment.

## Repartiment
- Mary McDonnell: May-Alice Culhane
- Alfre Woodard: Chantelle
- Lenore Banks: Infermera Quick
- Vondie Curtis-Hall: Sugar LeDoux
- William Mahoney: Max
- David Strathairn: Rennie
- Leo Burmester: Reeves
- Nelle Stokes: Terapeuta 1
- Brett Ardoin: Terapeuta 2
- Nora Dunn: Ti-Marie
- Michael Mantell: Dr. Kline
- Mary Portser: Precious
- Angela Bassett: Dawn/Rhonda
- Daniel Dupont: Terapeuta 3

## Premis i nominacions

### Premis
- Flanders International Film Festival: Grand Prix; John Sayles; 1993
- Premis Independent Spirit: Millor actriu secundària, Alfre Woodard; 1993

### Nominacions
- Oscar a la millor actriu per Mary McDonnell
- Oscar al millor guió original per John Sayles; 1993
- Globus d'Or a la millor actriu dramàtica, Mary McDonnell
- Globus d'Or a la millor actriu secundària, Alfre Woodard; 1993
- Premis Independent Spirit: Millor actor secundari, David Strathairn; 1993